# 楊廣香
楊廣香（—480年），仇池氐人，十六国时期阴平政权的建立者。
楊廣香是442年被南朝宋推翻的仇池首領楊難當的族弟。魏軍在477年十二月殺了據守葭蘆（今甘肅武都縣東南）的仇池首領楊文度後，楊廣香自立為“阴平王”或“阴平公”，都阴平。楊文度之弟楊文弘奉表向魏謝罪，魏以文弘為南秦州刺史、武都王。
479年中，楊廣香向南齊請降，齊以廣香為沙州刺史，480年改授他為西秦州刺史，又以其子楊炅為武都太守。楊廣香在481年去世後，其部眾有一半歸附楊文弘，另一半則投靠南齊梁州刺史崔慧景。
| 前任： 楊文度 | 仇池首領 477年－481年 | 繼任： 楊炅 |